# Šilhavost
Šilhání (v lékařství odborně také strabismus) je oční vada, kdy oči nehledí rovnoběžně a jedno se odchyluje od běžného směru. Touto vadou zraku se zabývá ortoptika.
Tato vada může být zjevná (heterotropie) nebo skrytá (heteroforie – projevuje se např. při únavě nebo při zakrytí zdravého oka a jeho následném odkrytí). Může být způsobena poruchou některé ze složek jednoduchého binokulárního vidění především do věku 7 let. Jednoduché binokulární vidění je schopnost vidět dva obrazy obou očí jako jeden.
Při šilhání je důležité tuto vadu u dětí objevit a léčit včas (maximálně do 7 let věku). Pokud se šilhání neléčí, může skončit tupozrakostí (amblyopií) uchýleného oka a ztrátou jednoduchého binokulárního vidění. Porušena může být optická složka (refrakční vady, zákaly optických medií, ptóza víčka, dlouhotrvající zakrytí oka), senzorická složka (vrozené i získané poruchy sítnice a zrakové dráhy), motorická složka (porucha okohybných svalů, asymetrie očnice) a centrální složka (porucha vyšších mozkových center). Často se jedná o kombinovanou poruchu jednotlivých složek.

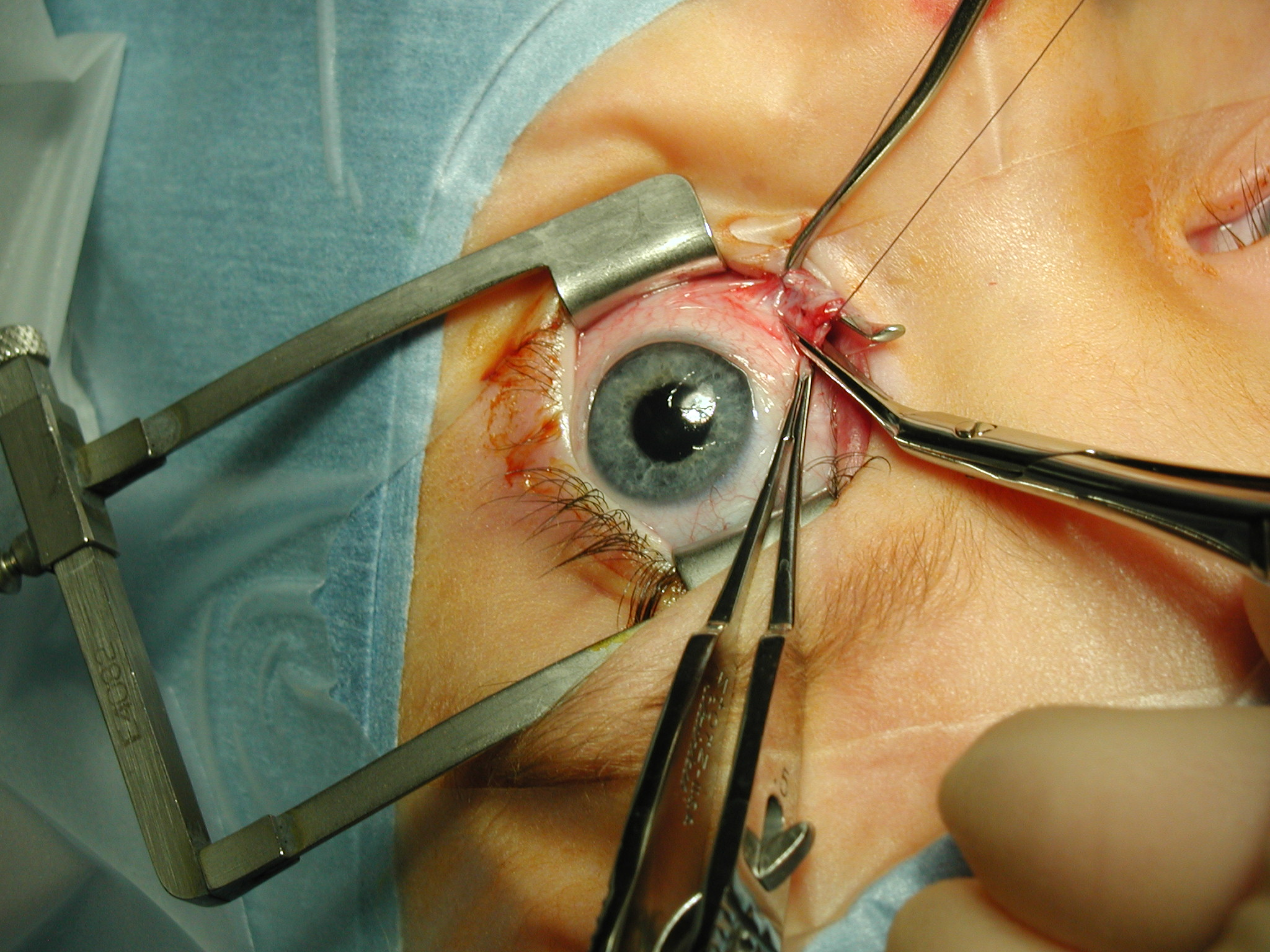
Operační pole při chirurgickém řešení strabismu

Uchýlené oko může směřovat následujícími směry:
- dovnitř (nasálně) – esotropie, esoforie
- ven (temporálně) – exotropie, exoforie
- nahoru – hypertropie, hyperforie
- dolů – hypotropie, hypoforie

Smíšená porucha vertikálních a horizontálních svalů:
- incyklotropie/-forie – stáčení oka dovnitř
- excyklotropie/-forie – stáčení oka ven